# Eazel
Eazel（イーゼル）は、かつて存在したアメリカ合衆国のソフトウェア開発企業。マイク・ボッシュ、アンディ・ハーツフェルド、バド・トリブル、スーザン・ケアら（多くが初代Macintoshの開発メンバー）によって1999年に設立され、オープンソースのGNOME向けファイルマネージャである Nautilus を開発していたが、2001年に事業停止し解散している。